# 鄭州日産汽車
鄭州日産汽車有限公司（ていしゅうにっさんきしゃ、Zhengzhou Nissan Co., Ltd.; ZNA）は、中華人民共和国河南省鄭州市に本社を構える商用車メーカーで、東風汽車と日産自動車の合弁会社である。

## 概要
本社は鄭州経済技術開発区に所在し、工場は鄭州市中牟県の第一工場（年産9万台）と鄭州経済技術開発区に建設された第二工場（年産12万台）がある。2013年時点での出資比率は東風汽車股份有限公司 (DFAC) が51%、東風汽車有限公司 (DFM) が28.651%、日産自動車が20.349%である。
元々は日産自動車の中国市場向け小型商用車 (LCV) 生産拠点であったが、東風汽車傘下に入ってからはダブルブランド戦略を採用し、上級LCVセグメントを日産ブランドで、台数規模が大きいセグメントを東風ブランドで市場拡大を図っている。このうち、東風ブランド系列の車種については海外市場（ラテンアメリカなど）でもZNAブランドで販売が行われている。

## 沿革
- 1993年3月 - 鄭州軽型汽車製造廠（現：海馬(鄭州)汽車有限公司）、中国中信集団公司 (CITIC Group) 、および日産自動車の出資によって設立[5][6]。
- 1995年4月 - D21ピックアップの製造が開始される[7]。
- 1999年1月 - D22ピックアップを発表[5]。
- 2003年2月28日 - パラディンを発表[6]。
- 2004年10月 - 東風汽車股份有限公司がCITICの保有株式を買収[5]。
- 2005年10月 - ダブルブランド戦略の最初の車種として東風ブランドを冠したディーゼルピックアップを発売開始[5]。
- 2006年3月 - 多目的商用車ZN6492発売[5]。
- 2006年7月 - 鋭騏ピックアップ発売[5]。
- 2007年9月 - 鄭州国際会展中心にて御軒MPVと奥丁SUVを発表[5]。
- 2008年9月29日 - 鄭州経済技術開発区にて、第二工場の起工式を実施。生産能力は年間12万台以上になる[8]。
- 2009年11月2日 - 多目的商用車の帥客を発売[9]。
- 2009年11月12日 - NT400キャブスター発売[3]。
- 2010年6月18日 - NV200発売[10]。
- 2010年9月20日 - 第二工場が竣工[11]。
- 2017年 - 新型ナバラを生産予定と発表。[12]。

## 車種
日産ブランド
- パラディン（帕拉丁）
- D22ピックアップ
- NV200
- NT400キャブスター（凱普斯達）

東風汽車有限公司の襄陽工場で生産。
- シビリアン（碧蓮）
- パトロール（途楽）
- フロンティアプロ

東風ブランド
- 奥丁 (Oting)

日産・パラディンのリバッジモデル
- 鋭騏 (Rich)

D22型ダットサントラックのリバッジモデル
- 帥客 (Succe)
- 御軒 (Yumsun)

C24型日産・セレナのリバッジモデル
- 帕拉騏 (Palaqi)

D22型ダットサントラックベースの多目的商用車

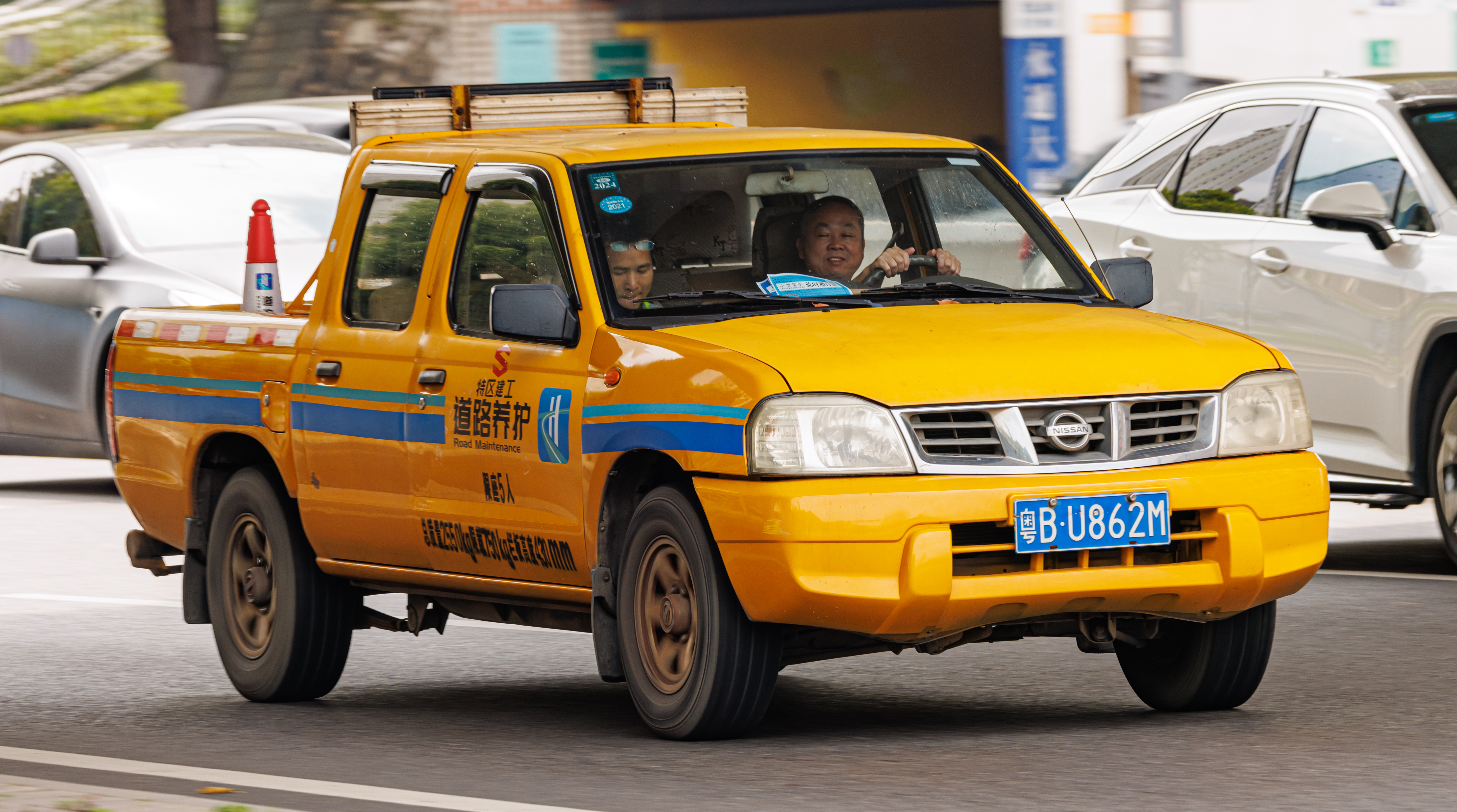
日産・D22ピックアップ
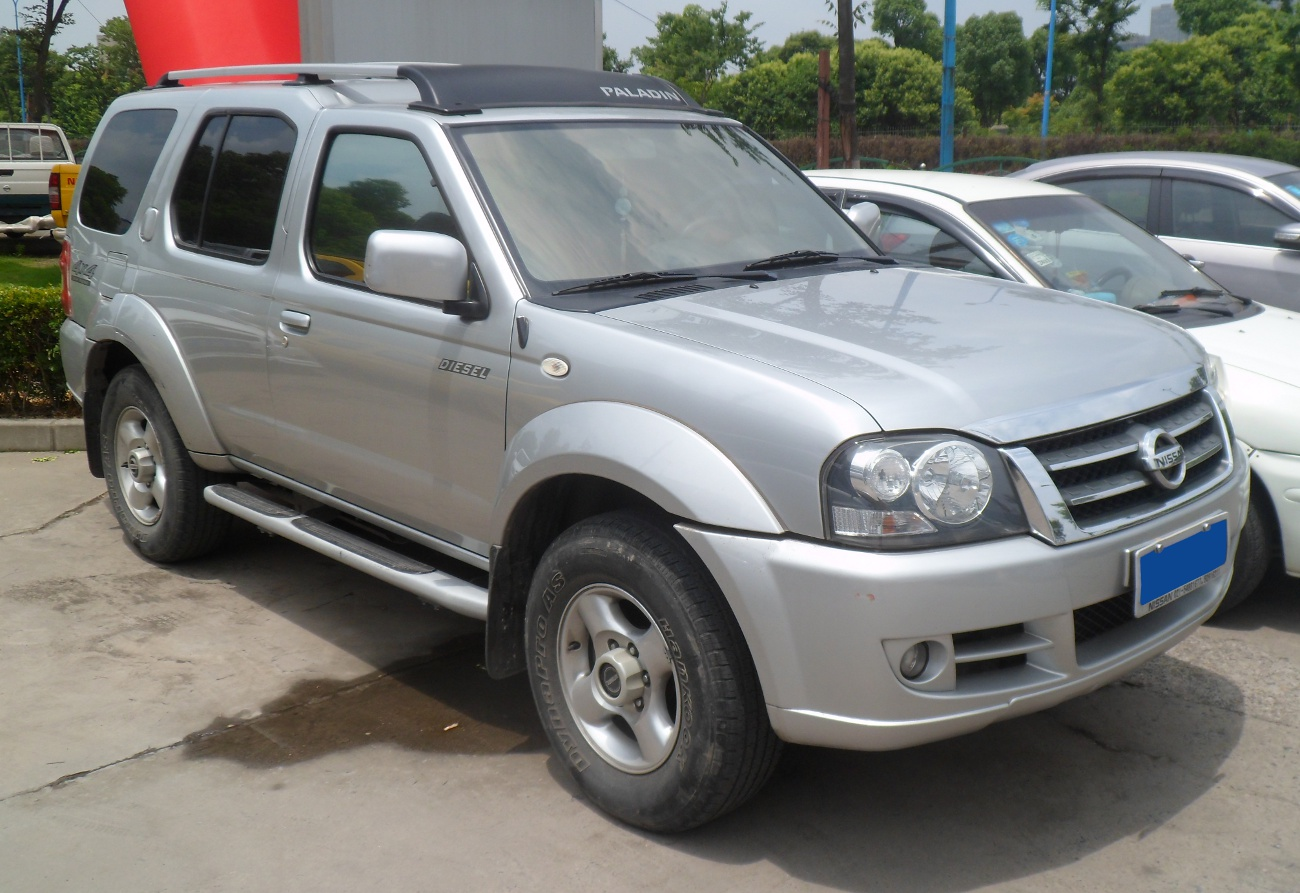
日産・パラディン
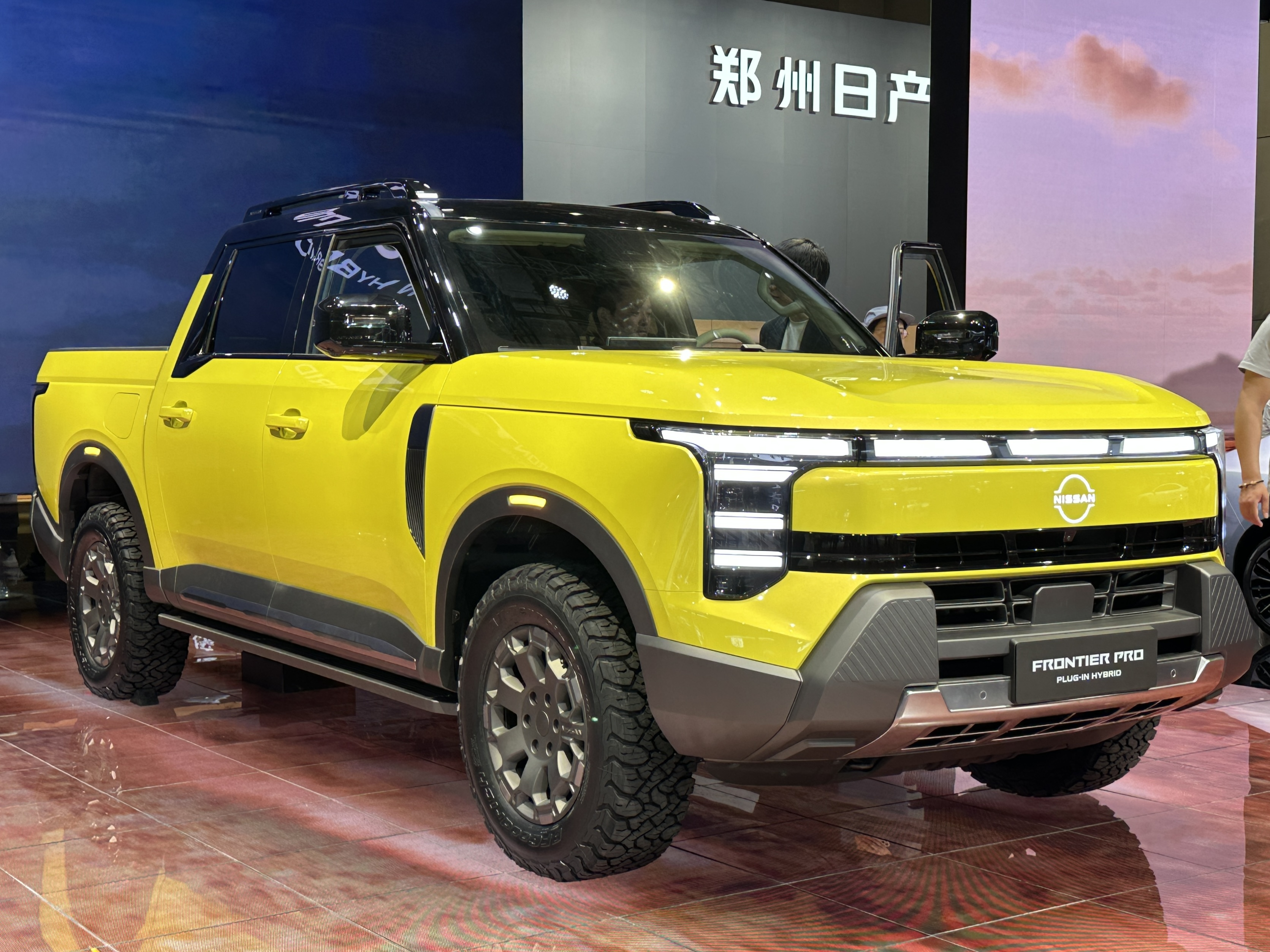
日産・フロンティアプロ
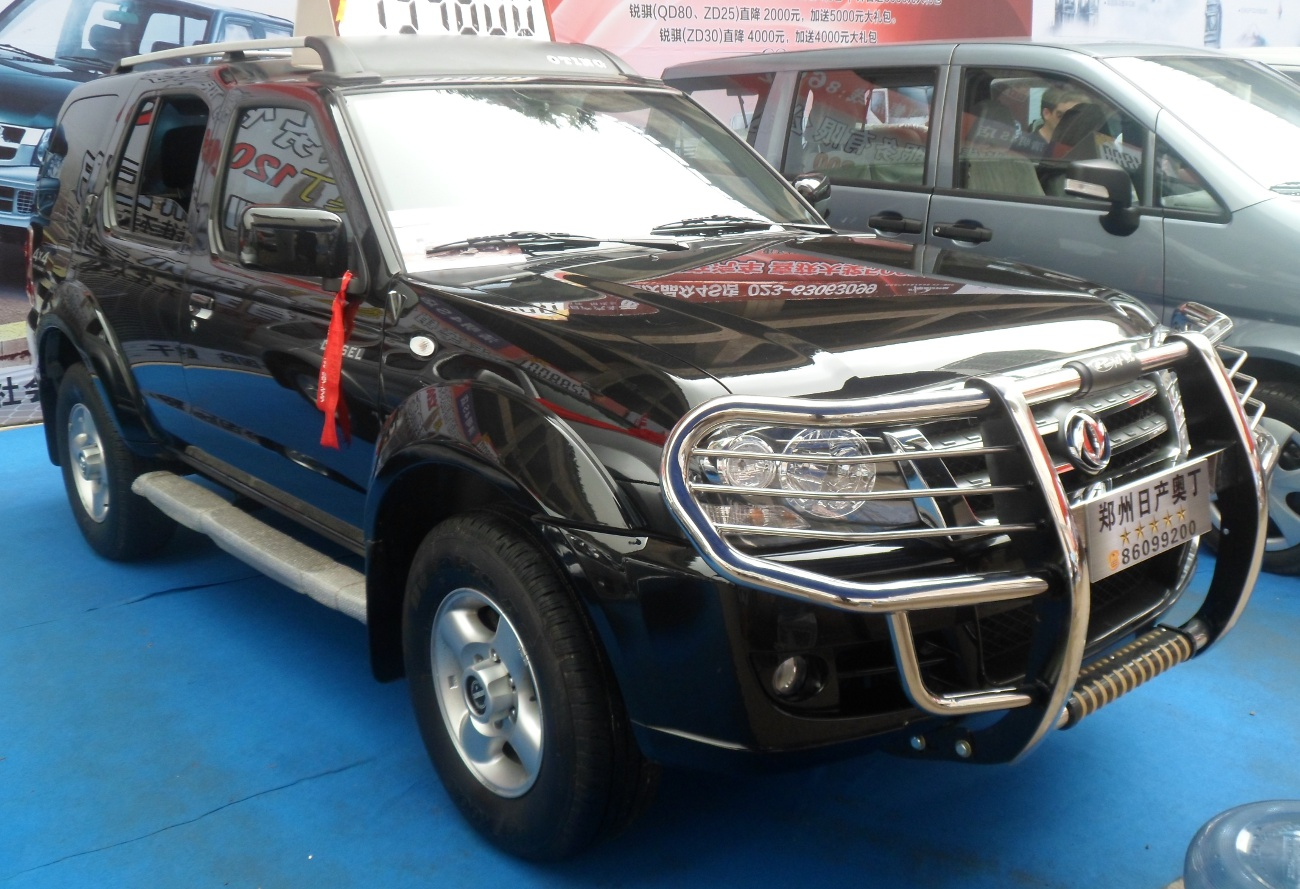
東風・奥丁
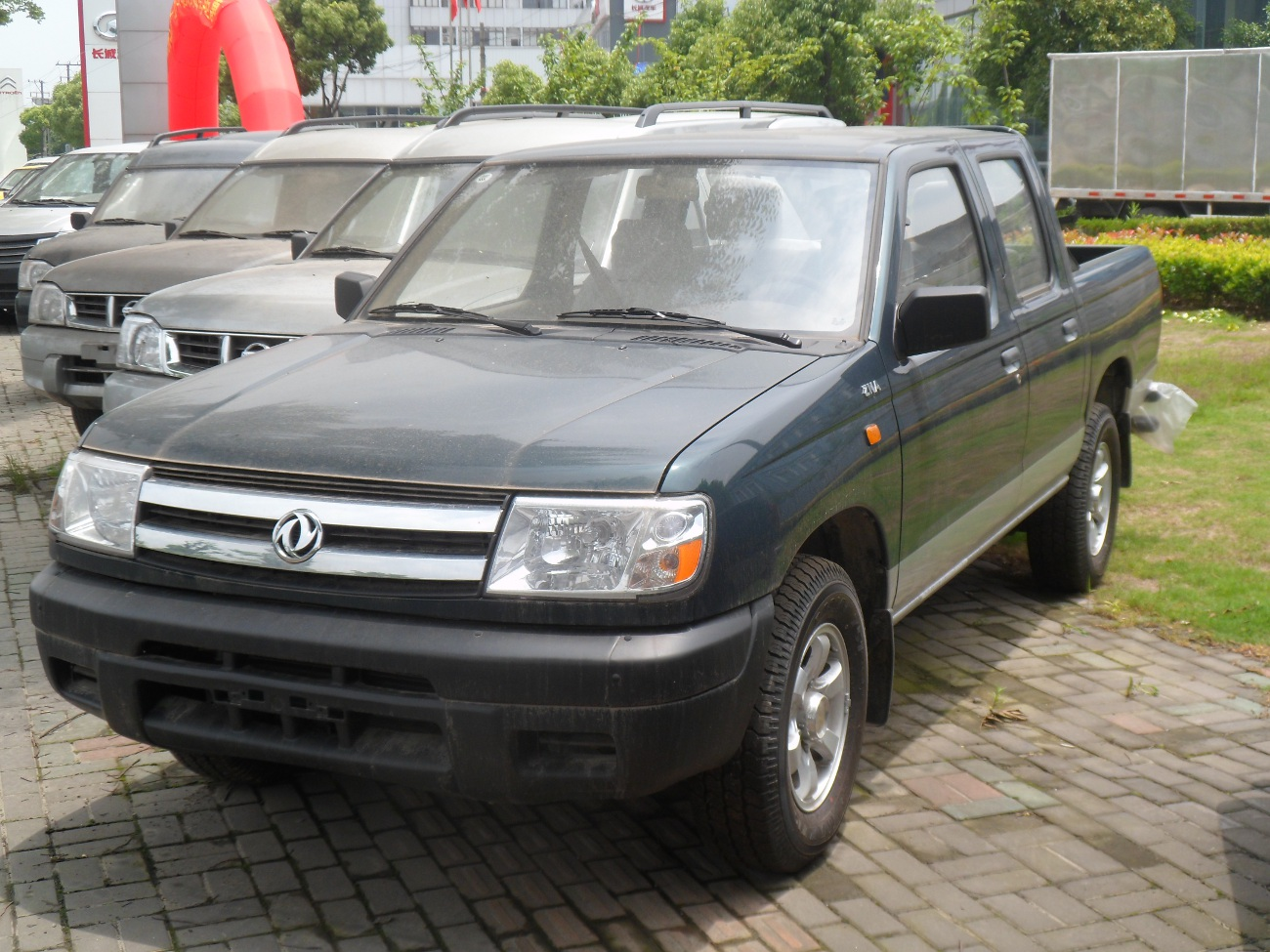
東風・鋭騏 (1代目) 前期型
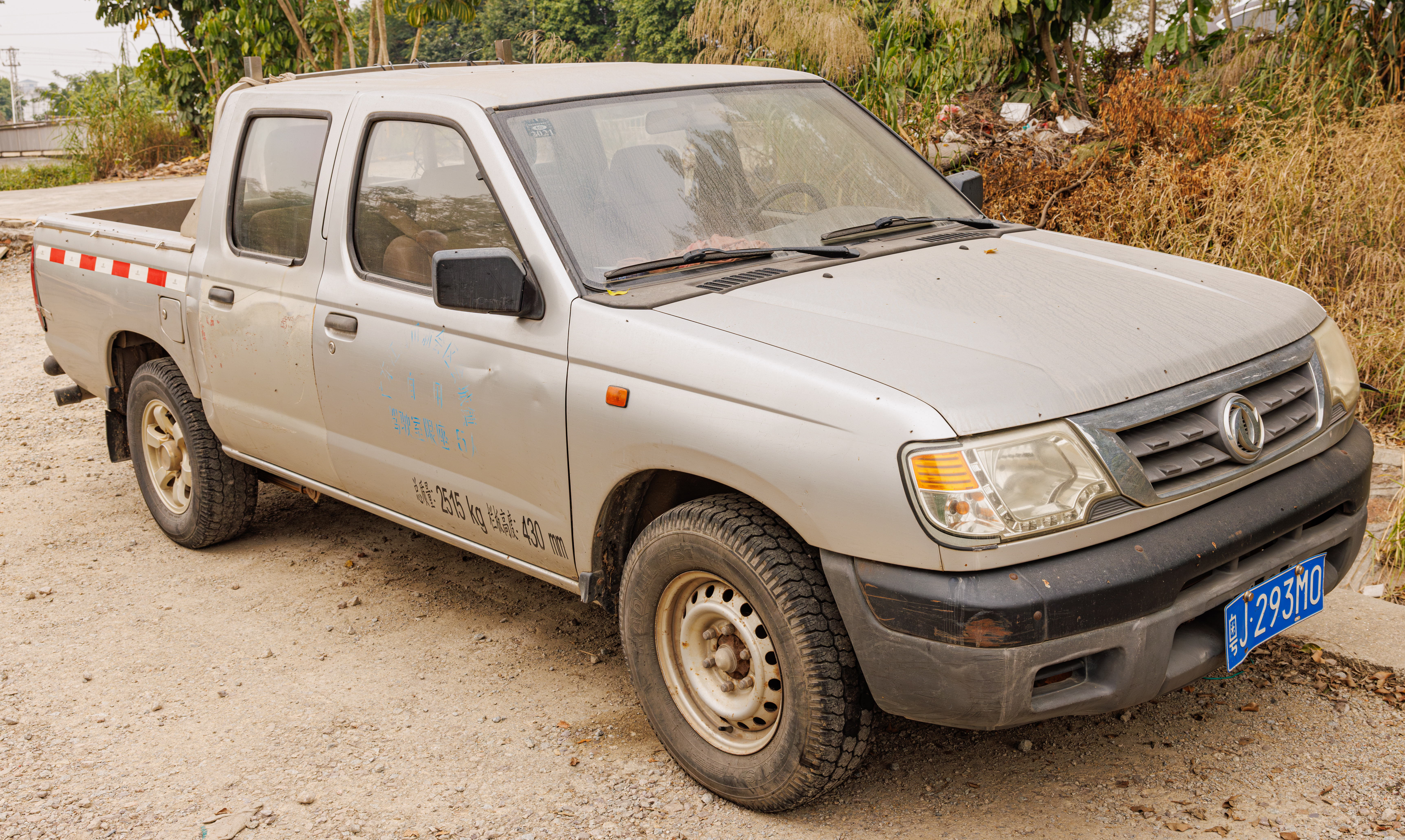
東風・鋭騏 (1代目) 改良型
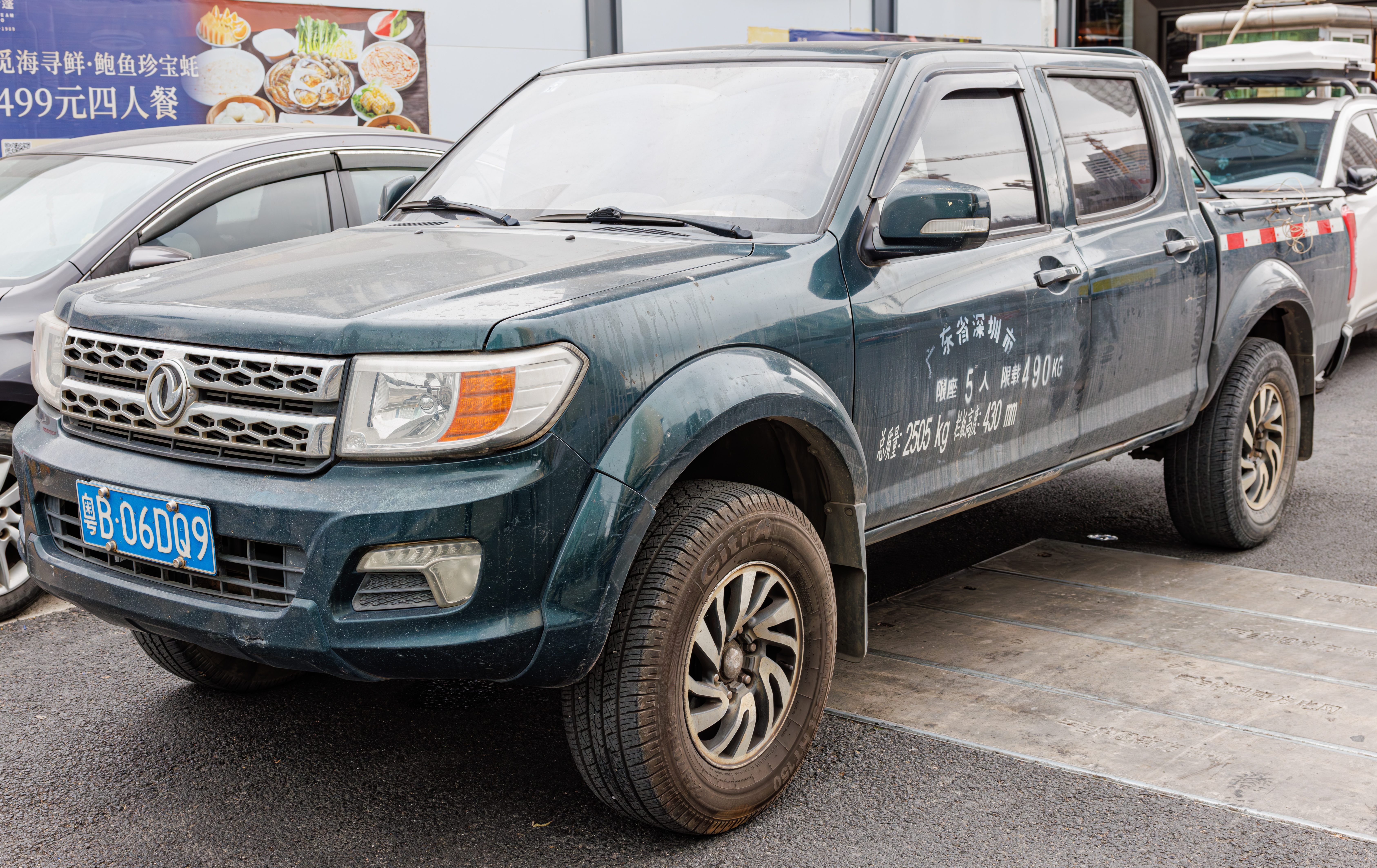
東風・鋭騏 (2代目)
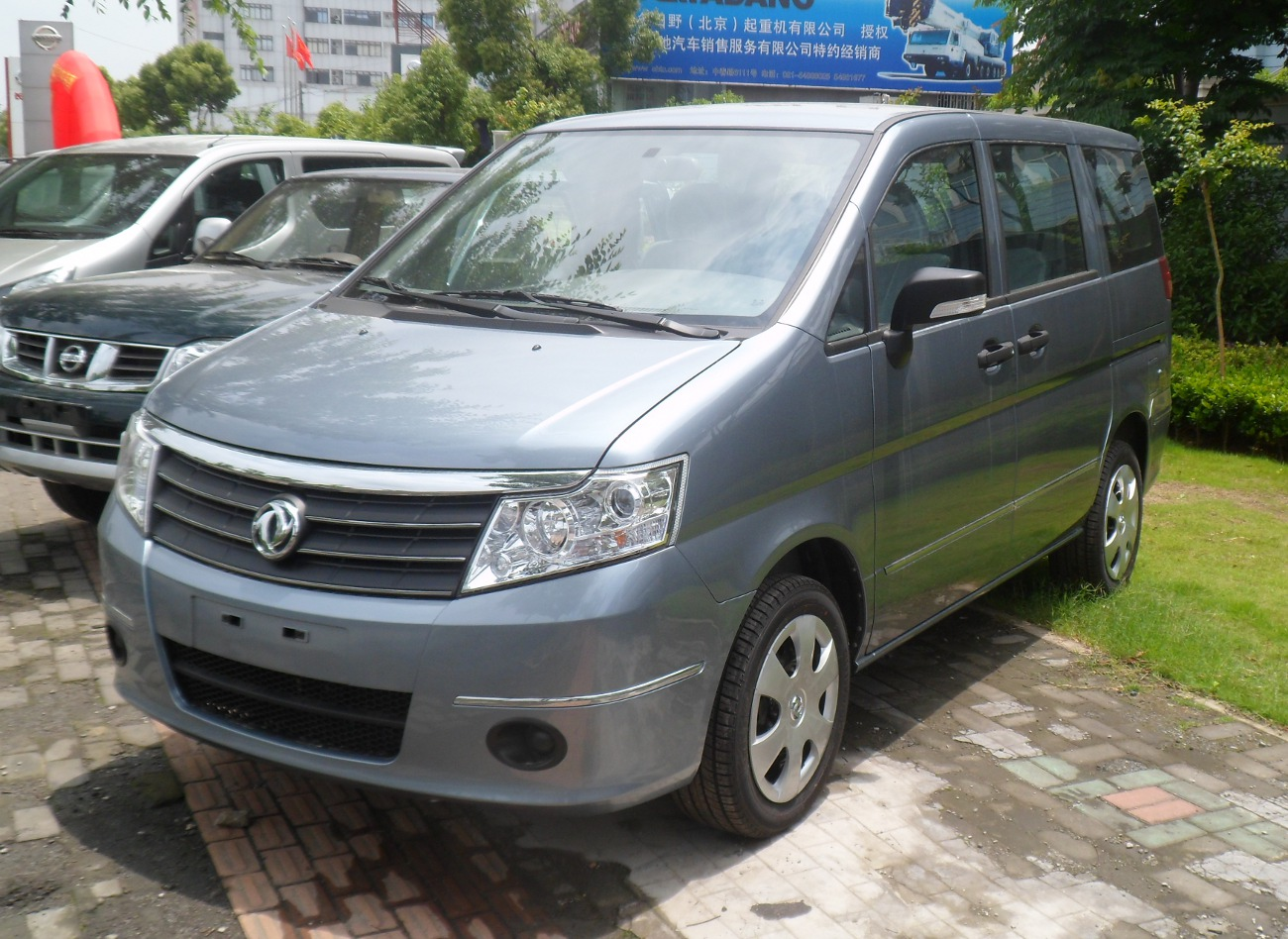
東風・帥客